# Fed Cup 2015 Zona Euro-Africana Gruppo I - Pool D
Il Pool D della Zona Euro-Africana Gruppo I nella Fed Cup 2015 è uno dei due pool (gironi) in cui è suddiviso il Gruppo I della zona Euro-Africana. Quattro squadre si sono scontrate nel formato round robin. (vedi anche Pool A, Pool B, Pool C)
|   | Pool D         | Croazia (bandiera) | Belgio (bandiera) | Israele (bandiera) | Lettonia (bandiera) |
| 1 | Croazia (3-0)  |                    | 2-1               | 3-0                | 2-1                 |
| 2 | Belgio (2-1)   | 1-2                |                   | 3-0                | 3-0                 |
| 3 | Israele (1-2)  | 0-3                | 0-3               |                    | 2-1                 |
| 4 | Lettonia (0-3) | 1-2                | 0-3               | 1-2                |                     |

## Primo giorno
| Belgio 3 | SYMA Rendezvény és Kongresszusi Központ, Budapest, Ungheria 4 febbraio 2015 Cemento indoor | SYMA Rendezvény és Kongresszusi Központ, Budapest, Ungheria 4 febbraio 2015 Cemento indoor | Lettonia 0 |     |     |  |
| \| \| \| \| 1 \| 2 \| 3 \| \| \| - \| \| ---------------------------------------------------------------------------------- \| --- \| --- \| --- \| \| \| 1 \| \| Alison Van Uytvanck Dārta Elizabete Emuliņa \| 6 1 \| 6 0 \| \| \| \| 2 \| \| Kirsten Flipkens Jeļena Ostapenko \| 6 2 \| 4 6 \| 6 3 \| \| \| 3 \| \| An-Sophie Mestach / Alison Van Uytvanck Dārta Elizabete Emuliņa / Jeļena Ostapenko \| 6 0 \| 7 5 \| \| \| |                                                                                            |                                                                                            |            |     |     |  |
| |                                                                                            |                                                                                            | 1          | 2   | 3   |  |
| 1 | Belgio (bandiera) · Lettonia (bandiera)                                                    | Alison Van Uytvanck Dārta Elizabete Emuliņa                                                | 6 1        | 6 0 |     |  |
| 2 | Belgio (bandiera) · Lettonia (bandiera)                                                    | Kirsten Flipkens Jeļena Ostapenko                                                          | 6 2        | 4 6 | 6 3 |  |
| 3 | Belgio (bandiera) · Lettonia (bandiera)                                                    | An-Sophie Mestach / Alison Van Uytvanck Dārta Elizabete Emuliņa / Jeļena Ostapenko         | 6 0        | 7 5 |     |  |

| Croazia 3 | SYMA Rendezvény és Kongresszusi Központ, Budapest, Ungheria 4 febbraio 2015 Cemento indoor | SYMA Rendezvény és Kongresszusi Központ, Budapest, Ungheria 4 febbraio 2015 Cemento indoor | Israele 0 |     |     |  |
| \| \| \| \| 1 \| 2 \| 3 \| \| \| - \| \| ----------------------------------------------------------- \| --- \| --- \| --- \| \| \| 1 \| \| Ana Konjuh Keren Shlomo \| 6 3 \| 6 0 \| \| \| \| 2 \| \| Donna Vekić Julia Glushko \| 6 1 \| 6 7 \| 7 5 \| \| \| 3 \| \| Darija Jurak / Ana Konjuh Alona Pushkarevsky / Keren Shlomo \| 6 0 \| 6 0 \| \| \| |                                                                                            |                                                                                            |           |     |     |  |
| |                                                                                            |                                                                                            | 1         | 2   | 3   |  |
| 1 | Croazia (bandiera) · Israele (bandiera)                                                    | Ana Konjuh Keren Shlomo                                                                    | 6 3       | 6 0 |     |  |
| 2 | Croazia (bandiera) · Israele (bandiera)                                                    | Donna Vekić Julia Glushko                                                                  | 6 1       | 6 7 | 7 5 |  |
| 3 | Croazia (bandiera) · Israele (bandiera)                                                    | Darija Jurak / Ana Konjuh Alona Pushkarevsky / Keren Shlomo                                | 6 0       | 6 0 |     |  |

## Secondo giorno
| Belgio 3 | SYMA Rendezvény és Kongresszusi Központ, Budapest, Ungheria 5 febbraio 2015 Cemento indoor | SYMA Rendezvény és Kongresszusi Központ, Budapest, Ungheria 5 febbraio 2015 Cemento indoor | Israele 0 |     |   |  |
| \| \| \| \| 1 \| 2 \| 3 \| \| \| - \| \| ------------------------------------------------------------------- \| --- \| --- \| - \| \| \| 1 \| \| Alison Van Uytvanck Alona Pushkarevsky \| 6 0 \| 6 3 \| \| \| \| 2 \| \| Yanina Wickmayer Julia Glushko \| 6 3 \| 6 2 \| \| \| \| 3 \| \| An-Sophie Mestach / Alison Van Uytvanck Julia Glushko / Shahar Peer \| 6 1 \| 6 3 \| \| \| |                                                                                            |                                                                                            |           |     |   |  |
| |                                                                                            |                                                                                            | 1         | 2   | 3 |  |
| 1 | Belgio (bandiera) · Israele (bandiera)                                                     | Alison Van Uytvanck Alona Pushkarevsky                                                     | 6 0       | 6 3 |   |  |
| 2 | Belgio (bandiera) · Israele (bandiera)                                                     | Yanina Wickmayer Julia Glushko                                                             | 6 3       | 6 2 |   |  |
| 3 | Belgio (bandiera) · Israele (bandiera)                                                     | An-Sophie Mestach / Alison Van Uytvanck Julia Glushko / Shahar Peer                        | 6 1       | 6 3 |   |  |

| Croazia 2 | SYMA Rendezvény és Kongresszusi Központ, Budapest, Ungheria 5 febbraio 2015 Cemento indoor | SYMA Rendezvény és Kongresszusi Központ, Budapest, Ungheria 5 febbraio 2015 Cemento indoor | Lettonia 1 |     |   |  |
| \| \| \| \| 1 \| 2 \| 3 \| \| \| - \| \| --------------------------------------------------------------- \| --- \| --- \| - \| \| \| 1 \| \| Ana Konjuh Dārta Elizabete Emuliņa \| 6 1 \| 6 0 \| \| \| \| 2 \| \| Donna Vekić Jeļena Ostapenko \| 3 6 \| 1 6 \| \| \| \| 3 \| \| Darija Jurak / Ana Konjuh Jeļena Ostapenko / Diāna Marcinkēviča \| 6 4 \| 6 3 \| \| \| |                                                                                            |                                                                                            |            |     |   |  |
| |                                                                                            |                                                                                            | 1          | 2   | 3 |  |
| 1 | Croazia (bandiera) · Lettonia (bandiera)                                                   | Ana Konjuh Dārta Elizabete Emuliņa                                                         | 6 1        | 6 0 |   |  |
| 2 | Croazia (bandiera) · Lettonia (bandiera)                                                   | Donna Vekić Jeļena Ostapenko                                                               | 3 6        | 1 6 |   |  |
| 3 | Croazia (bandiera) · Lettonia (bandiera)                                                   | Darija Jurak / Ana Konjuh Jeļena Ostapenko / Diāna Marcinkēviča                            | 6 4        | 6 3 |   |  |

## Terzo giorno
| Belgio 1 | SYMA Rendezvény és Kongresszusi Központ, Budapest, Ungheria 6 febbraio 2015 Cemento indoor | SYMA Rendezvény és Kongresszusi Központ, Budapest, Ungheria 6 febbraio 2015 Cemento indoor | Croazia 2 |     |     |  |
| \| \| \| \| 1 \| 2 \| 3 \| \| \| - \| \| ---------------------------------------------------------------- \| --- \| --- \| --- \| \| \| 1 \| \| Alison Van Uytvanck Ana Vrljić \| 6 2 \| 6 4 \| \| \| \| 2 \| \| Kirsten Flipkens Ana Konjuh \| 2 6 \| 6 4 \| 4 6 \| \| \| 3 \| \| Kirsten Flipkens / Alison Van Uytvanck Darija Jurak / Ana Konjuh \| 3 6 \| 2 6 \| \| \| |                                                                                            |                                                                                            |           |     |     |  |
| |                                                                                            |                                                                                            | 1         | 2   | 3   |  |
| 1 | Belgio (bandiera) · Croazia (bandiera)                                                     | Alison Van Uytvanck Ana Vrljić                                                             | 6 2       | 6 4 |     |  |
| 2 | Belgio (bandiera) · Croazia (bandiera)                                                     | Kirsten Flipkens Ana Konjuh                                                                | 2 6       | 6 4 | 4 6 |  |
| 3 | Belgio (bandiera) · Croazia (bandiera)                                                     | Kirsten Flipkens / Alison Van Uytvanck Darija Jurak / Ana Konjuh                           | 3 6       | 2 6 |     |  |

| Israele 2 | SYMA Rendezvény és Kongresszusi Központ, Budapest, Ungheria 6 febbraio 2015 Cemento indoor | SYMA Rendezvény és Kongresszusi Központ, Budapest, Ungheria 6 febbraio 2015 Cemento indoor | Lettonia 1 |     |     |  |
| \| \| \| \| 1 \| 2 \| 3 \| \| \| - \| \| ---------------------------------------------------------------------------- \| --- \| --- \| --- \| \| \| 1 \| \| Julia Glushko Jeļena Ostapenko \| 7 5 \| 6 3 \| \| \| \| 2 \| \| Shahar Peer Diāna Marcinkēviča \| 6 1 \| 6 1 \| \| \| \| 3 \| \| Alona Pushkarevsky / Keren Shlomo Dārta Elizabete Emuliņa / Jeļena Ostapenko \| 3 6 \| 6 2 \| 3 6 \| \| |                                                                                            |                                                                                            |            |     |     |  |
| |                                                                                            |                                                                                            | 1          | 2   | 3   |  |
| 1 | Israele (bandiera) · Lettonia (bandiera)                                                   | Julia Glushko Jeļena Ostapenko                                                             | 7 5        | 6 3 |     |  |
| 2 | Israele (bandiera) · Lettonia (bandiera)                                                   | Shahar Peer Diāna Marcinkēviča                                                             | 6 1        | 6 1 |     |  |
| 3 | Israele (bandiera) · Lettonia (bandiera)                                                   | Alona Pushkarevsky / Keren Shlomo Dārta Elizabete Emuliņa / Jeļena Ostapenko               | 3 6        | 6 2 | 3 6 |  |

## Verdetti
- Croazia ammessa agli spareggi contro la prima del Pool A per un posto agli spareggi per il Gruppo Mondiale II.
- Lettonia al playout per evitare la retrocessione contro l'ultima del Pool A.